# Федірки (Олександрійський район)
Федірки́ — село в Україні, у Великоандрусівській сільській громаді Олександрійського району Кіровоградської області. Населення становить 479 осіб. Колишній центр Федірківської сільської ради.

## Історія
Засноване бл. 1741 як хутір миргородського полкового писаря Федора Козачковського (Козачинського). Адміністративно належало до Цибулівської сотні Миргородського полку.
Станом на 1886 рік у містечку, центрі Федірської волості Олександрійського повіту Херсонської губернії, мешкала 671 особа, налічувалось 99 дворових господарств, існувала православна Георгіївська церква, церковно-приходська школа, відкрита у 1862 році, єврейський молитовний будинок, цегельний завод, винокурний завод, відбувались базари через 2 тижні по неділях. За 3 версти  — винокурний завод. За 5 верст — паровий млин. За 15 верст — винокурний завод, пивоварний завод, цегельний завод. За 16 верст — винокурний завод.
05.02.1965 Указом Президії Верховної Ради Української РСР передано Федірківську сільраду Знам'янського району до складу Кремгесівського району.

## Населення
Згідно з переписом УРСР 1989 року чисельність наявного населення села становила 499 осіб, з яких 208 чоловіків та 291 жінка.
За переписом населення України 2001 року в селі мешкало 479 осіб.

### Мова
Розподіл населення за рідною мовою за даними перепису 2001 року:
| Мова       | Відсоток |
| ---------- | -------- |
| українська | 96,24 %  |
| російська  | 3,76 %   |

## Видатні уродженці
- Войтенко Олександр Михайлович (1915—1995) — український громадський діяч, генерал-майор, заступник начальника космодрому «Байконур», Перший голова Федерації космонавтики України, голова Української Ради ветеранів Байконуру.
- Скоренцов Валерій Анатолійович (1987—2022) — старший лейтенант Збройних сил України, учасник російсько-української війни, що трагічно загинув під час російського вторгнення в Україну, майстер спорту України з панкратіону, майстер спорту міжнародного класу з військово-спортивного багатоборства.